# ロベルト・カルロス・レイバ
ロベルト・カルロス・レイバ（Roberto Carlos Leyva、1979年10月27日 - ）は、メキシコの男性プロボクサー。元IBF世界ミニマム級王者。ソノラ州プエルト・ペニャスコ出身。デビューから14試合連続KO勝利を記録しており、左強打を武器に活躍した。

## 来歴
1998年2月21日、プロデビュー戦を行い3回TKO勝ちを収めデビュー戦を白星で飾った。
1999年7月20日、ホセ・ルイス・ベラルデが持つメキシコ・パシフィック・コーストフライ級王者に挑戦し9回TKO勝ちを収め王座獲得に成功した。
2000年6月2日、カンクンのラ・デスコテカにてアデル・グティエレスとWBCユース世界ミニマム級王座決定戦を行い、4回TKO勝ちでデビュー戦から14試合連続KO勝利で王座獲得に成功した。
2000年8月4日、ロベルト・ゴメスと対戦し10回判定勝ちを収め初防衛に成功した。この試合で初めてレイバはKOを逃した。
2000年11月3日、6戦全勝のルイス・バルデスと対戦し4回KO勝ちで2度目の防衛に成功した。この勝利でWBCで世界ランカー入りを果たす。
2000年12月4日、ファン・カルロス・ブルゴスのおじで後のIBF世界ライトフライ級王者ホセ・ビクトル・ブルゴスが持つNABO北米ライトフライ級王者に挑戦し、8回TKO勝ちを収め王座獲得に成功した。この勝利でミニマム級ランキングを上位につけた。
2001年4月29日、アメリカデビュー戦がいきなりの世界初挑戦。ニューヨークにあるクラブ・アマズーラにてゾラニ・ペテロがライトフライ級転級に伴い空位になったIBF世界ミニマム級王座決定戦を25戦全勝で後のIBF世界同級王者ダニエル・レイジェスと対戦し互角な展開だったが3-0(2者が115-112、114-113)の僅差判定勝ちを収め王座獲得に成功した。
2001年9月28日、バハ・カリフォルニア州エンセナーダのヒムナシオ・オスカル・ティグレ・ガルシアにてミゲール・バレラと対戦し判定で3者フルマーク(17-20)とバレラにリードを許していたが、3回負傷判定で規定により引き分けになり初防衛に成功した。
2002年8月9日、ネバダ州ラスベガスのオーリンズにて1年前に負傷引き分けに終わったミゲール・バレラと再戦し、前回とは違いバレラを苦しめたものの3-0(2者が113-115、112-116)の僅差判定負けを喫し、2度目の防衛に失敗し王座から陥落した。
2003年3月22日、ネバダ州ラスベガスのマンダレイ・ベイ・イベント・センターにてミゲール・バレラと再戦したが3回1分23秒KO負けを喫し7か月振りの王座返り咲きに失敗した。
2004年4月10日、コロンビアカルタヘナのヒルトンにて、IBF世界ミニマム級王者ダニエル・レイジェスと3年振りに再戦したが3回2分23秒TKO負けを喫し8か月振りの王座返り咲きに失敗した。
2004年7月31日、ネバダ州ラスベガスのMGMグランドにてWBO世界ミニマム級王者イヴァン・カルデロンに挑戦。ミニマム級屈指のスピードスターでクラス最強のカルデロンのスピードを捕える部分があったがその後はついていけず3-0(3者とも112-116)の僅差判定負け。カルデロンに初の苦戦をさせるほどの大接戦だったもののミニマム級2冠を逃した。
2006年4月21日、怪我の影響で1年7か月振りの復帰戦をいきなり4階級飛ばしてバンタム級に転向してそのテスト戦を後のWBO世界スーパーフライ級王者イバン・エルナンデスが持つNABF北米バンタム級王者に挑戦。なおこの試合の勝者にはWBC世界バンタム級王者長谷川穂積への挑戦権がかかった試合だった。バンタム級初戦とは違ってエルナンデスを苦しめたが0-2(114-114、112-117、113-115)の判定負けを喫し王座獲得に失敗と長谷川への挑戦権獲得を逃した。
2006年6月22日、バンタム級から一気にフライ級までシェイプアップ。後のWBO世界フライ級王者フリオ・セサール・ミランダと対戦し、7回に2度ダウンを奪われて7回2分43秒TKO負けを喫した。
2007年11月24日、WBC世界ライトフライ級王者エドガル・ソーサに挑戦したが4回2分32秒TKO負けを喫し2階級制覇ならず。
2009年3月14日、世界挑戦経験者Z・ゴメスと空位のWBOオリエンタルバンタム級王座決定戦をフィリピンセブのセブ・シティ・ウォターフロント・ホテル・アンド・カジノにて対戦し7回1分32秒TKO負けを喫し王座獲得に失敗した。
2009年11月27日、パナマのパナマシティにあるアレーナ・ロベルト・デュランにてWBA世界フライ級暫定王者ルイス・コンセプシオンと対戦し、4回21秒KO負けを喫し2階級制覇に失敗した。
2010年4月3日、後にトマス・ロハスに挑戦するWBCユース世界スーパーフライ級王者フアン・ホセ・モンテスに挑戦。レイバが勝った場合王座は獲得できるがレイバは年齢制限を超えているため即返上の条件で行われた。3回モンテスの後頭部にパンチを当てたため失格になり王座獲得に失敗した。
2010年6月5日、エドガル・ソーサに再戦するが2回1分12秒KO負け。
2011年2月25日、オクラホマ州のミリオン・ドラー・エルム・カジノにて後の世界挑戦者でIBOで2階級制覇するシンピウィ・ベトイェカと対戦し、3回にボディショットが当たるとそのままカウントアウトで試合終了。3回2分32秒KO負けを喫した。
2011年10月29日、プエルトリコでWBO世界スーパーバンタム級王者をホルヘ・アルセに逆転TKO負けで初黒星を喫して王座から陥落したウィルフレド・バスケス・ジュニアと対戦し3回にダウンを奪われるとそのままノーカウントで試合終了。3回2分59秒KO負けを喫した。レイバはこの試合を最後に現役を引退した。

## 獲得タイトル
- メキシコ・パシフィック・コーストフライ級王座
- WBCユース世界ミニマム級王座
- NABO北米ライトフライ級王座
- 第10代IBF世界ミニマム級王者（防衛1）